# Мерино, Альфредо
Альфре́до Мери́но Тама́йо (исп. Alfredo Merino Tamayo; род. 13 мая 1969, Паленсия, Кастилия и Леон) — испанский футболист и футбольный тренер

## Тренерская карьера
В возрасте 24 года он повесил бутсы на гвоздь («Паленсия» и «Вента де Баньос»). В 1994 году в возрасте 25 лет возглавил футбольный клуб «Бесерриль», где проработал два сезона. В 1996 году вернулся в родной город, где возглавил «Паленсию». После неудачного сезона в новом клубе Мерино возглавил национальную сборную Кастилии и Леона и проработал там до лета 2001 года. После ухода из сборной его позвали в качестве помощника главного тренера в молодёжную сборную Испании, проработал на этом посту год. После 8 лет он снова возвращается в родной клуб.
Летом 2005 года Мерино был назначен тренером «Вальядолида Б». А 20 февраля 2006 года он был назначен временным тренером основного состава, заменив Маркоса Алонсо. 23 января 2007 года Тамайо был выбран в качестве наставника «Атлетико Б» и сумел спасти команду от вылета, заняв 14 место.
15 июля 2009 года Мерино встал у руля клуба «Тенерифе Б», но уже 20 сентября следующего года после увольнения Гонсало Арконада, он был назначен временным тренером первого состава до прихода Хуана Карлоса Мандиа. По итогам сезона 2009/2010 «Тенерифе Б» вылетел из Терсеры.